# 歐文縣 (印第安納州)
歐文縣（英語：Owen County）是美國印地安納州西部的一個縣。面積1,004平方公里。根據美國2000年人口普查，共有人口21,786人。縣治斯潘塞（Spencer）。
成立於1818年12月21日，1819年1月1日生效。縣名紀念在蒂帕卡努之役中陣亡的肯塔基州州議員亞伯拉罕·歐文（Abraham Owen）。